# Down para arriba
Down para arriba es una película documental de Argentina filmada en colores dirigida por Gustavo Garzón sobre su propio guion escrito en colaboración con Tamara Garzón que se estrenó el 14 de marzo de 2019. El filme cuenta la experiencia de una escuela de teatro para actores con síndrome de Down y fue exhibido en festivales en competencia en Valladolid, España y Piriápolis.

## Producción
El director tuvo con su pareja, la actriz Alicia Zanca, fallecida en 2012, tres hijos: Tamara, de 28 años; y Juan y Mariano, de 31, dos gemelos con síndrome de Down. Buscando un profesor de teatro para estos últimos vio en 2006 una película actuada y realizada por chicos con discapacidad intelectual de la escuela de Juan Laso, por lo que fue a conocerla y además de anotar a sus hijos, más adelante le propuso hacer un documental para seguir el desarrollo de sus clases movido por la curiosidad de conocer cómo lograba esa fuerte relación que le permitían sacar lo mejor de ellos.

## Sinopsis
La voz en off de Garzón ilustrada con imágenes de archivo de los chicos narra que la primera dificultad para su crianza fue la comunicación y cómo después de probar sin resultado distintos talleres para personas con capacidades diferentes conoció el grupo Sin drama de Down, dirigido por Juan Laso y pudo construir un puente a través del teatro. La cámara muestra sus alumnos en las clases -que incluyen yoga, relajación y danzaterapia-  y narra el proceso creativo de Laso y los participantes de sus talleres para montar una obra o filmar un cortometraje.

## Comentarios
Gustavo Garzón dijo de la película que dirigió:

”Es una película muy íntima que hasta me da pudor exhibirla porque aparezco yo también y cuento sobre mis temores cuando nacieron Juan y Mariano y cómo fue pasar de la angustia de ese primer momento, del miedo cuando nacieron a esta aceptación y disfrute actual, a esta felicidad de vivir la vida con ellos.”

Diego Batlle en La Nación opinó:

” El film es sencillo -por momentos un poco desprolijo o desarticulado- pero de una sensibilidad y una nobleza insoslayables e incuestionables. Es imposible no emocionarse al ver los logros artísticos y afectivos de estos muchachos y muchachas, los abrazos con sus seres queridos tras una función. Cualquier cuestionamiento formal o técnico a la película queda sepultado, así, por esta avalancha de ternura, un tributo inspirador que va mucho más allá de los límites de la corrección política porque nace de las entrañas, de lo más profundo del amor.”

Gaspar Zimerman en Clarín escribió_

” La película muestra el trabajo de Laso con sus alumnos…Muchas de las improvisaciones surgen de charlas en las que ellos cuentan sus preocupaciones. Y en las que llegan a discutir sobre qué es ser Down y si se trata, o no, de una enfermedad: “Somos personas, no monstruos”, dice uno de ellos. El mayor desafío para Laso es que distingan la actuación de la realidad. Se incluyen algunos testimonios de especialistas, pero no hay palabras que puedan explicar lo que muestran las imágenes: gente con alegría, enojos, entusiasmo, humor, amor.